# Arundinaria qingchengshanensis
Arundinaria qingchengshanensis är en gräsart som först beskrevs av Keng f. och Tong Pei Yi, och fick sitt nu gällande namn av De Zhu Li. Arundinaria qingchengshanensis ingår i släktet Arundinaria och familjen gräs. Inga underarter finns listade i Catalogue of Life.